# 社用車
社用車（しゃようしゃ）は、会社組織で利用する自動車である。政府や地方自治体などの行政機関が利用する車は公用車と呼ばれる。

## 所有形態
車両は会社が購入する場合がほとんどであるが、車両管理経費削減などの目的でレンタカーや長期リース車両を利用する会社も増えている。車は営業社員用の軽自動車から高級幹部が乗る専属運転手付高級乗用車まで多種に亘る。一般的には、その種のものを含めて法人車、あるいはフリートカー（Fleet Car）と呼ぶことができる。

## 営業車

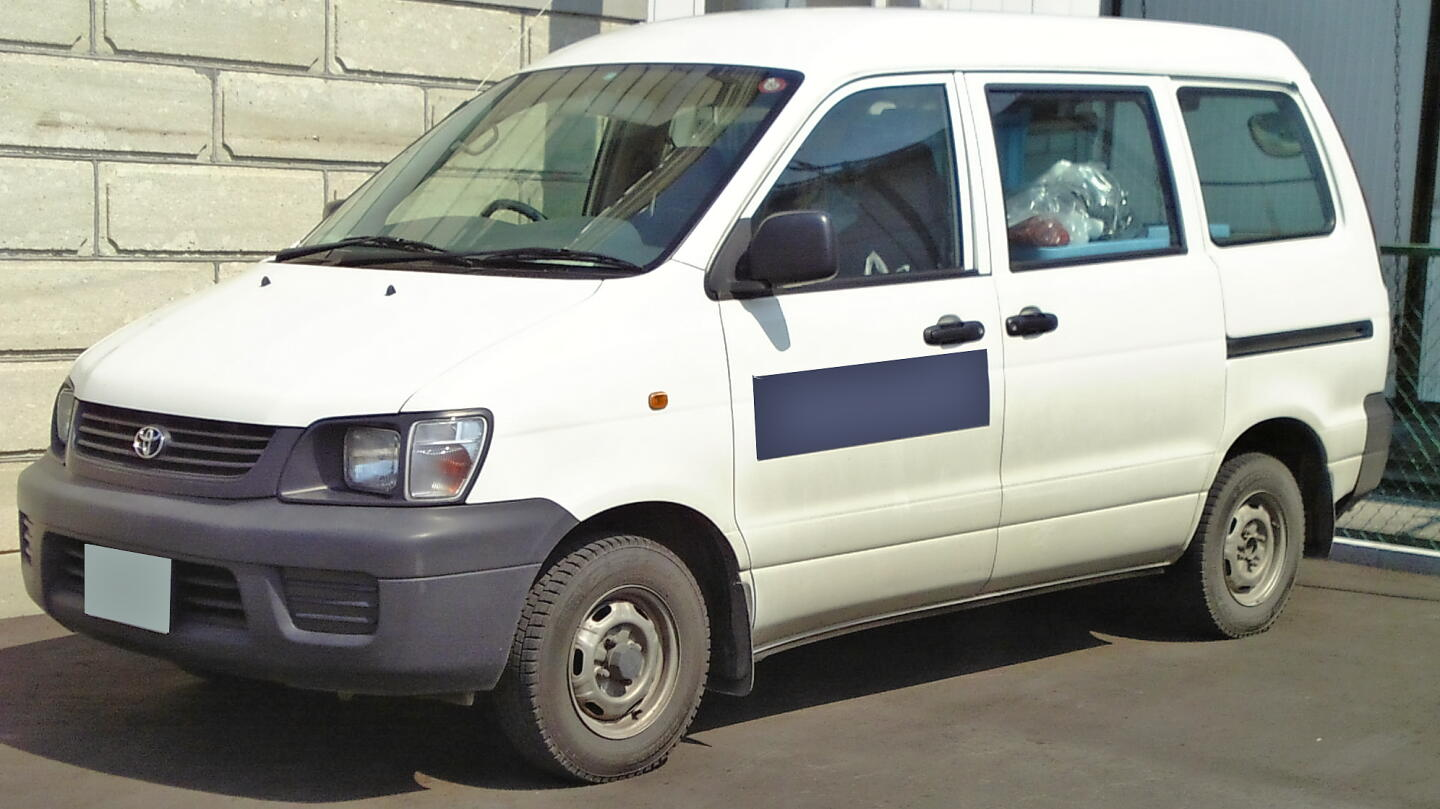
ワンボックス車の例（トヨタ・ライトエース）

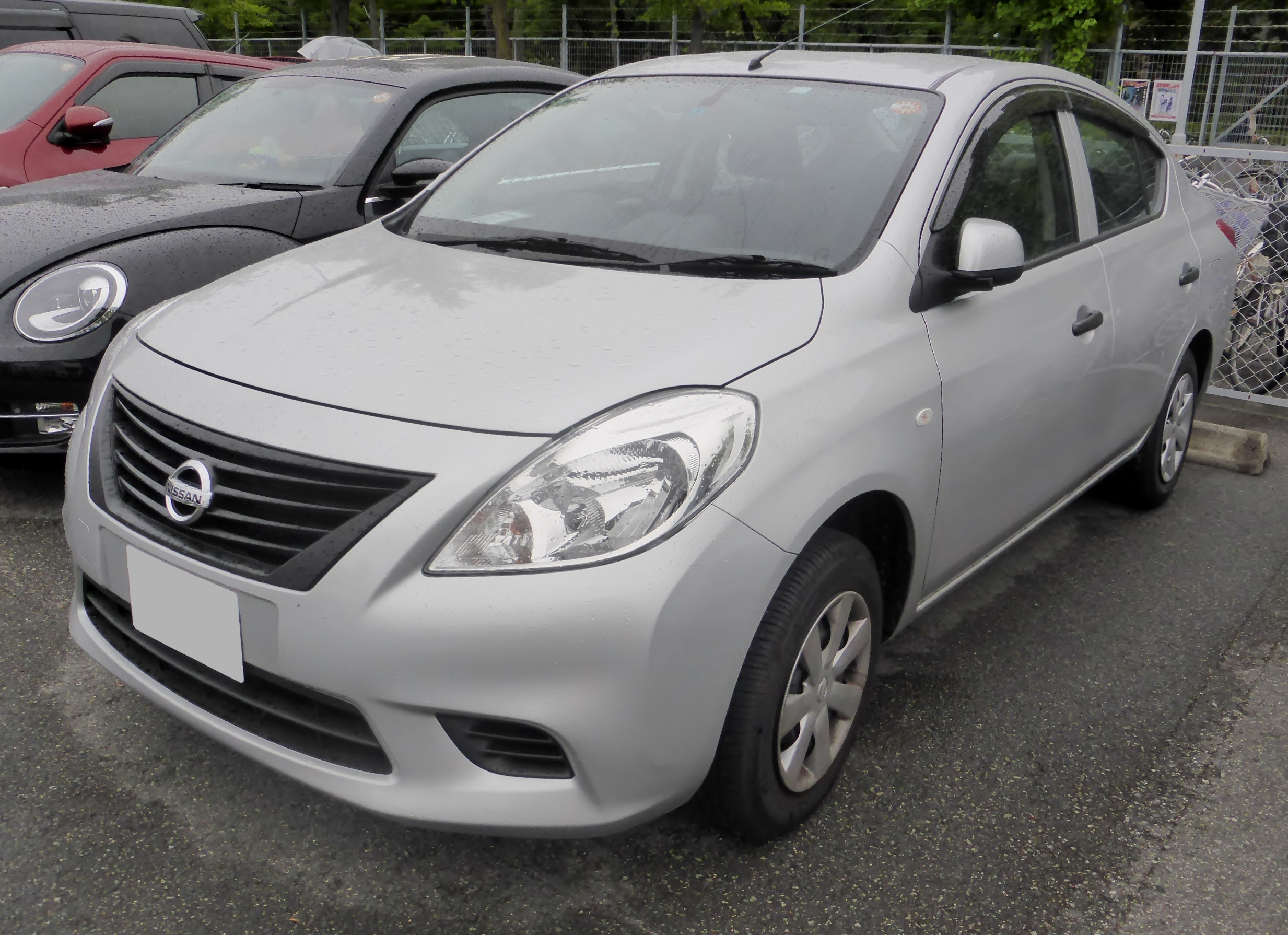
小型セダンの例（日産・ラティオ）

外回り社員が多い大会社では、経費削減のため全国一括大量購入が行われることがある。2022年現在、新車で購入可能な軽自動車を例に取れば、車両本体価格が80万円台など低価格で取引されることから、ラジオやエアコンとパワーステアリング以外の設備は省かれていることがほとんどである。一部では、パワーウィンドウや集中ドアロック等も装備されていないことがある。
多くの自動車メーカーでは、営業車需要向けに外回り仕様車を用意している。主に軽自動車や小型ハッチバック、小型セダン、小型ステーションワゴンなどをベースに装備を簡略化し、コスト削減を狙ったものである。
軽自動車の場合、貨物自動車（商用車、4ナンバー）扱いとなり、自動車税や自動車保険料などが安い2ボックス型軽乗用車と車体を共有した軽ボンネットバンが導入される場合が多かったが唯一、最後まで残っていたスズキ・アルトバン（シリーズ8代目のHA36V型）が需要低迷を理由に2021年末までに販売終了し、名実共に軽ボンネットバンは新車販売から完全消滅した形となり、現在ではダイハツ・ミライースやスズキ・アルトセダンに代表されるオーソドックスかつ保守的な2ボックス型の軽乗用車の各種最廉価グレードに取って代わられた。普通車でも、会社によっては営業用や社内業務用の小型荷物、客先に納品する商品などを搭載する場合も多いことから、貨物自動車となるライトバン（4ナンバー）が導入されることも多い。配送が主体となる場合には軽ワンボックスや荷台部分に幌が装備された軽トラックなどが導入される場合もある。
貨物自動車となるトラックやライトバン、旅客輸送車両であるバスやタクシーを中心に、車体には企業や商品の名前や連絡先が記載されていることが多く、メーカーロゴや車名の表記を置き換える形で表示されているケースも多い。
車体塗装は価格とメンテナンスを考慮して、比較的経年劣化しにくく、補修も容易な白や銀であることが多い。他には黒や紺、組織内で共通して用いられる独自の塗り分けなどが見られる。
一定規模以上の銀行や商社、不動産業、医薬品関係など営業においても優位を演出することを意図した企業では2022年現在、カローラセダン（シリーズ12代目モデルのE210型系）やプリウス、MAZDA3 SEDAN（旧・アクセラセダン）、インプレッサG4など、主に一部を除くCセグメントクラスに属するセダン系車種の廉価グレードなどを営業車（社用車）として導入することも少なくない。
政府や地方自治体などの行政機関、公営バス事業者などの公営企業が所有するものについては、特定の民間企業および製品の宣伝を防ぐ観点から、メーカーロゴや車名を表記せずに納車される場合もある。

## 重役・社長車
高級乗用車が使われる場合が多い。外見として黒、紺色が一般的であり、フェンダーミラー仕様にこだわる会社もあるが、これはドアミラーだと確認の際に左右を向かなければならないのに対し、フェンダーミラーなら視線をずらすだけでいいため。採用される自動車メーカーは、所有する会社の親会社や主要取引先が色濃く反映される場合が多く、また、車種は先方の重役・社長車と横並びもしくは下にするなど細心の注意が払われる。独立系企業や外資系企業、新興企業では、黒、紺色以外の塗色のものやメルセデス・ベンツやBMWなどの高級外国車を採用することもある。
バブル景気の頃は、居室部分の広さはもとより、トランクにゴルフバッグが4個入るなど、接待時の条件を考慮に加える事業者もあった。近年は、環境重視の経営方針をアピールするため、パワーが以前よりパワーアップされて排ガス規制で優秀な評価を得ている3Lクラスの乗用車やハイブリッド車を導入するところもある。また、一部ではセダンの代替に「動くオフィス」としてトヨタ・アルファード等の高級ミニバンを使う事例も増えており、日産自動車の社長車には日産・エルグランドなどが採用されている。日産でのミニバン社長車利用は2000年当時、同社のトップとなったカルロス・ゴーンの実践によるもので、幹部のほか随行員まで1台のミニバンに収容できる、移動中に車内での着替えも可能、従来の最高級乗用車に比較すると車両自体が安価であるなどの利便性から、日本の企業幹部や自治体首長等にもこの種の用途に倣う例が増えている。

## 公用車

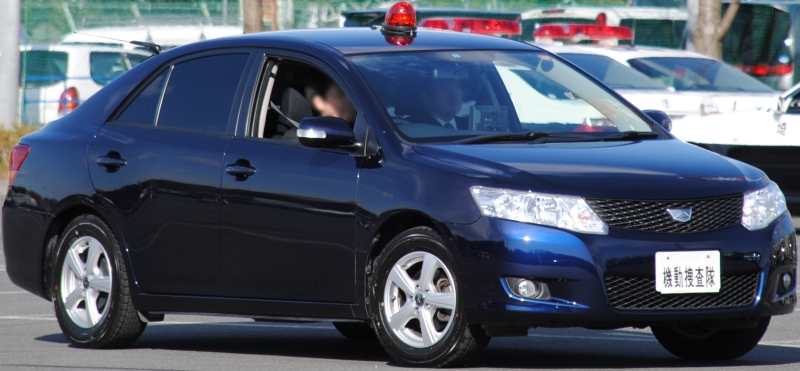
捜査用覆面パトカー（トヨタ・アリオン）

首相や国務大臣、地方自治体の首長などに与えられた専用車を公用車と呼ぶ。広義にはパトカーや消防自動車などの緊急自動車、政府や地方自治体などの行政機関が所有する小型車や軽自動車なども公用車と呼ばれる。
首相の公用車は「内閣総理大臣専用車」と呼ばれ、1967年以来長らくトヨタ・センチュリーが利用されてきたが、第91代福田康夫内閣からは燃費性能と環境性能に優れたレクサスLS600hLも並行して使用されるようになった。首相が外出のため移動する際は、テロ対策の問題から公私問わず公用車を使用することになっており、警視庁警護課警護第一係による身辺警護が必ず行われる。テロ対策として防弾ガラスや特殊鋼の装甲が施された防弾車仕様となっているが、他の国務大臣の公用車には防弾改造は施されておらず、この点でも行政府の長たる内閣総理大臣の専用車は特別な扱いとなっている。
公用車は行政施設への乗り入れ及び公的式典への参加を前提とするため、基本的に排気量2,000cc以上のセダンが使用されていたが前述のようなミニバン、またSUVが使用されることが増えている。
広島県では地元マツダ車のラインナップおよび離島を多く抱えている地理的事情から、公用車にクロスオーバーSUVを導入している。2010年に導入（リース）された広島県知事車はマツダ・MPV、さらに2018年に更新された際にはマツダ・CX-8が導入されている。山口県では同様に防府工場がある関係でマツダ・CX-8を採用している。
海外の在外公館には、大使や大使館員が利用するための公用車が合計で1200台以上用意されており、地元の官庁など警備が厳しい場所へ向かう際に利用される。車種は警備上の理由で公表されないが、海外メーカーと現地で調達した日本車があるという。来訪した政治家や公的機関の要人の移動にも利用されているが、台数に限りがあるため現地でハイヤーを借り上げることもあるとされる。
| 都道府県 | 知事                   | 議長                 | 備考・選定理由・出典 |
| -------- | ---------------------- | -------------------- | --- |
| 北海道   | トヨタ・アルファード   | -                    | [ 7 ] [ 8 ] |
| 青森県   | トヨタ・アルファード   | -                    | [ 7 ] [ 8 ] |
| 岩手県   | レクサス・LS           | トヨタ・クラウン     | 知事車は1407万円で購入。。議長車は756万円で購入。 |
| 宮城県   | トヨタ・アルファード   | -                    | [ 7 ] |
| 秋田県   | トヨタ・ヴェルファイア | -                    | [ 8 ] |
| 山形県   | トヨタ・アルファード   | -                    | [ 7 ] |
| 福島県   | トヨタ・アルファード   | -                    | [ 7 ] |
| 茨城県   | 日産・エルグランド     | -                    | [ 7 ] |
| 栃木県   | トヨタ・アルファード   | -                    | [ 7 ] |
| 群馬県   | トヨタ・アルファード   | -                    | 知事車はリース契約。 |
| 埼玉県   | ホンダ・レジェンド     | トヨタ・センチュリー | [ 7 ] [ 9 ] |
| 千葉県   | トヨタ・アルファード   | トヨタ・アルファード | 知事車・議長車とも2022年にセンチュリーから変更。7年間のリース契約。 |
| 東京都   | トヨタ・アルファード   | -                    | 知事車の選定理由は「SPも乗車するため」で、リース契約。 |
| 神奈川県 | 日産・シーマ           | -                    | [ 7 ] |
| 新潟県   | トヨタ・ヴェルファイア | -                    | 選定理由は「災害現場で県民（感情）に配慮できるよう、見た目の高級感が際立たない」。 |
| 富山県   | レクサス・LS           | -                    | [ 7 ] [ 8 ] |
| 石川県   | トヨタ・アルファード   | トヨタ・アルファード | センチュリーから変更。知事車・議長車とも購入。 |
| 福井県   | トヨタ・アルファード   | -                    | [ 7 ] |
| 山梨県   | トヨタ・ヴェルファイア | -                    | [ 8 ] |
| 長野県   | トヨタ・アルファード   | トヨタ・センチュリー | 知事車のアルファードは「山岳地帯・寒冷地を走る機会が多い」ため導入自治体で唯一ガソリン車を採用している。 知事車は574万円、議長車は1181万円で購入。                                                                     |
| 岐阜県   | トヨタ・ヴェルファイア | -                    | [ 8 ] |
| 静岡県   | レクサス・LS           | トヨタ・センチュリー | [ 7 ] [ 8 ] [ 9 ] |
| 愛知県   | トヨタ・センチュリー   | -                    | ハイブリッド車。 |
| 三重県   | トヨタ・エスティマ     | -                    | エスティマは2017年に一般職員の公務用に買ったもので、「県財政の厳しさから、知事車が故障した際にそのまま流用した」。 |
| 滋賀県   | 日産・エルグランド     | -                    | [ 8 ] |
| 京都府   | トヨタ・ヴェルファイア | -                    | [ 8 ] |
| 大阪府   | トヨタ・アルファード   | -                    | [ 7 ] |
| 兵庫県   | トヨタ・アルファード   | トヨタ・センチュリー | 知事車はセンチュリーのハイブリッド車から変更。 |
| 奈良県   | トヨタ・アルファード   | -                    | [ 7 ] |
| 和歌山県 | トヨタ・クラウン       | -                    | ハイブリッド車。 |
| 鳥取県   | トヨタ・アルファード   | トヨタ・クラウン     | [ 7 ] |
| 島根県   | ホンダ・オデッセイ     | トヨタ・クラウン     | [ 7 ] |
| 岡山県   | 三菱・プラウディア     | 日産・フーガ         | 議長車のフーガは年間79万円のリース契約。 |
| 広島県   | マツダ・CX-8           | トヨタ・センチュリー | 知事車のCX-8の選定理由は「地元企業」。 議長車のセンチュリーは約1830万円で購入。 |
| 山口県   | マツダ・CX-8           | なし                 | 知事車のCX-8の選定理由は県内の防府市に同社工場があるためで、約370万円で購入。 議長車は「ない」が、皇族用の「貴賓車」として約2090万円で購入したトヨタ・センチュリーを通年で県議会が借り受け、議長の移動に使用している。 |
| 徳島県   | トヨタ・アルファード   | トヨタ・センチュリー | 知事車は644万円、議長車は2130万円で購入。 |
| 香川県   | トヨタ・アルファード   | トヨタ・センチュリー | 知事車はリース契約。 |
| 愛媛県   | トヨタ・エスティマ     | -                    | [ 8 ] |
| 高知県   | トヨタ・ヴェルファイア | -                    | [ 8 ] |
| 福岡県   | トヨタ・アルファード   | トヨタ・アルファード | 議長車のアルファードは約709万円で購入。 |
| 佐賀県   | トヨタ・アルファード   | -                    | [ 7 ] |
| 長崎県   | トヨタ・ヴェルファイア | -                    | [ 8 ] |
| 熊本県   | ホンダ・レジェンド     | -                    | [ 7 ] |
| 大分県   | レクサス・ES           | レクサス・LS         | [ 8 ] [ 9 ] |
| 宮崎県   | トヨタ・アルファード   | -                    | [ 7 ] |
| 鹿児島県 | トヨタ・アルファード   | -                    | 選定理由は「車内での打ち合わせがしやすい」ため。 |
| 沖縄県   | トヨタ・アルファード   | -                    | [ 7 ] |

## カンパニーカー
ヨーロッパの一部の国やアメリカ合衆国の企業には、中級以上の幹部社員に対する福利厚生策も兼ね、会社経費で乗用車を購入またはリース調達し、これを個人貸与する「カンパニーカー」と呼ばれる制度が見られる。
幹部社員や高度な技能を持つ社員に対し、単純に高額の給与を支払っても累進課税制度や社会保障費徴収によって、実質の手取り金額増は薄くなりがちである。そこで社有車を社員個人に現物貸与して自由に使用できるようにすることで実質的な給与外の報酬（フリンジ・ベネフィットの一環）とし、同時に会社にとっては車両代を経費計上して節税策ともしている。
カンパニーカーは広義の社用車ではあるが、貸与対象の社員が自家用車として自ら運転するのが基本であるため、DセグメントまたはEセグメント程度の上級セダン型乗用車が多く用いられる。カンパニーカー制度が定着したドイツやイギリスなどでは、該当クラスの乗用車需要の多くがカンパニーカーとしての法人購入、という実情が多々見受けられる。
同様に社有のビジネスジェットの使用権を与える例もあり、カンパニー・ジェットやコーポレート・ジェットと呼ばれる。
日本では中小・新興企業の経営者層を除くと、このような社用車の使い方は一般的でない。